# Chery Karry
La Chery Karry est un véhicule utilitaire chinois produit par la marque Chery.